# Utjecaj vjetroelektrana na okoliš
Izvještaj Europske Komisije govori o malom trošku vjetrovnih elektrana, kada se usporedi s ugljenom, uljem, plinom, biomasom, nuklearnom, hidro i fotonaponskom generacijom struje. 
Izvještaj također obuhvaća utjecaj energije vjetra na ljudsko zdravlje, štetnost za usjeve i građevine, utjecaj na globalno zatopljenje, gubitak tradicijskih običaja i ekološki utjecaj. 
Energija dobivena iz vjetra ne zahtjeva gorivo za proizvodnju i ne proizvodi zagađenje zraka. Studija Lenzena i Munksgaarda sa sveučilišta u Sydneyu i Danskog Instituta za Lokalne Vladine Studije zaključila je da je energija potrošena u proizvodnji i transportu materijala korištenih za izgradnju vjetroturbine isplaćena u roku od nekoliko mjeseci.
Mark Diesendorf, direktor Sustainability Centra, izjavljuje da vjetrovne instalacije u poljoprivrednim područjima zauzimaju vrlo malo površine te su kompatibilne s ispašom stoke i uzgojem usjeva.
Postoje izvješaji o stradavanju ptica i šišmiša od vjetroturbina, kao i od drugih umjetnih struktura. Visina ekološkog utjecaja može ili ne mora biti značajna, ovisno o pojedinom izvoru. Prevencija i smanjenje smrtnosti divljih životinja, i zaštita cretova, utječe na smještaj i način korištenja vjetroelektrana.
Postoje oprečni izvještaji o utjecaju na ljudsko zdravlje zvuka ili ultrazvuka koji proizvode vjetroelektrane.

## Emisija ugljičnog dioksida i zagađenje
Vjetroelektrane ne zahtijevaju potrošnju goriva za kontinuiran rad, nemaju nikakvu emisiju direktno vezanu uz proizvodnju struje. Vjetroelektrane ne proizvode ugljični dioksid, sumporov dioksid, živu, čestice, i mnoge druge vrste zagađenja zraka, kao što stvaraju fosilna goriva. Vjetroelektrane troše resurse samo u proizvodnji i izgradnji. Tijekom proizvodnje vjetroelektrane, čelik, beton, aluminij te drugi materijali, moraju se proizvesti i transportirati koristeći procese koji zahtijevaju mnogo energije. Pri tim procesima koriste fosilne izvore energije. Proizvođač vjetroelektrana, Vestas, tvrdi da se početna emisija ugljičnog dioksida isplati u roku od otprilike devet mjeseci rada vjetroelektrana u blizini obale.
Studija iz 2006. zaključila je da je emisija CO2 od vjetrovne energije između 14 do 33 tone po GWh proizvedene energije. Većina emisije CO2 dolazi od proizvodnje betona za temelje vjetroturbine.
Studija Irske nacionalne mreže govori da "Proizvodnja električne energije iz vjetra smanjuje potrošnju fosilnih goriva te time smanjuje emisiju CO2", uočili su smanjenje u emisiji CO2 u razini od 0.33 do 0.59 tona CO2 po MWh.
Studija UKERC-a o intermitentnosti također zaključuje da energija vjetra može zamijeniti proizvodnju baziranu na fosilnim gorivima, smanjujući i potrošnju goriva i emisiju ugljičnog dioksida.

## Neto energetski dobitci
Početna emisija ugljičnog dioksida iz energije korištene za postavljenje "isplati se" u roku od 9 mjeseci rada turbina u blizini obale. Povrat energije na investiciju (EROEI) za energiju vjetra jednak je kumulativnoj generiranoj električnoj energiji podijeljenoj s kumulativnom primarnom energijom potrebnom da se izgradi i održava turbina. EROI za vjetar varira u skali od 5 do 35, s prosjekom od 18, prema zaključcima zastupnika energije vjetra. EROI je proporcionalan veličini turbine,  i veće kasno-generacijske turbine na višem su kraju ove skale, na otprilike 35.

## Ekologija

### Površina zemlje za smještaj i rad turbina
Da bi se smanjili gubitci nastali interferencijom među turbinama, vjetropark zahtjeva otprilike 0.1 km2 zemlje, bez zapreka po megawatu nominalnog kapaciteta. Vjetropark od 200 MW može se prostirati na površini od otprilike 20 km2.
Krčenje šumovitih predjela često nije potrebno. Farmeri učestalo iznajmljuju zemlju kompanijama koje grade vjetroparkove. U SAD-u,  farmeri primaju godišnju isplatu od dvije do pet tisuća dolara po turbini. Zemlja i dalje može biti korištena za uzgoj usjeva i ispašu. Zagovornici energije vjetra tvrde da manje od 1% zemlje treba za temelje i pristupne ceste, ostalih 99% može biti korišteno za poljoprivredu. Kritičari ističu da bi bilo potrebno raščišćavanje stabala oko baze tornja za postavu na padinama planina, kao na sjeveroistoku SAD-a.
Turbine se generalno ne postavljaju u urbanim područjima. Kada su smještene u urbanim područjima, turbine moraju biti na sigurnoj udaljenosti ("odmaku") od rezidencija u slučaju otkazivanja, osim toga vrijednost zemljišta je visoka. Međutim, postoje neke uočljive iznimke. Toronto Hydro izgradio je demonstracijski projekt na obali jezera. Steel Winds je također urbani projekt od 20 MW, južno od Buffala, New York. Oba ova projekta su na urbanim lokacijama, ali profitiraju od smještaja na nenaseljenoj obali jezera.
Vjetroturbine smještene na poljoprivrednim područjima mogu stvarati poteškoće pilotima letjelica koje zaprašuju usjeve. Pravila upravljanja letjelica mogu zabraniti pristup letjelici na propisanu udaljenost od turbina tijekom zaprašivanja.
U UK postoji zabrinutost za štetu nanesenu cretovima.U škotskoj se provodi kampanja (MEP) za moratorij na izgradnju vjetroelektana na zemlji cretova. Ona govori da "Oštećenje cretova uzrokuje veću emisiju ugljičnog dioksida nego što vjetrovne farme uštede ".
Lokacije u blizini obale ne koriste zemlju i izbjegavaju sve znane pomorske puteve.

### Korištenje zemlje u dobavnom lancu
Rudarenje i vađenje rijetkih minerala, neodimija, potrebno je za generatore vjetroturbina.[21] Neki generatori za 3-megawatne strojeve zahtijevaju dvije tone rijetkih minerala za svoje permanentne magnete, iako je isti dizajn generatora za sve tipove postrojenja za generiranje električne energije, bez obzira na vrstu primarnog izvora energije. Osim toga, generatori vjetroturbina ne trebaju nužno permanentne magnete za rad, te mogu biti dizajnirani s drugom vrstom magneta. Permanentni magneti koriste se za električne strojeve, djelom jer su značajno učinkovitiji te na taj način smanjuju proizvodnju stakleničkih plinova.

### Utjecaj na divlje životinje
Projekti kao Black Law Wind Farm dobli su široko priznanje za svoj doprinos ekološkim ciljevima, uključujući nagradu Royal Society for the Protection of Birds, koji su izjavili da projekt ne uljepšava samo krajolik u napuštenom rudniku otvorene jame, nego također donosi dobrobit za cijeli raspon divljih životinja u tom području. Uključuje i skup projekt habitata za životinje koji pokriva površinu od 14 kvadratnih kilometara.

### Ptice
Opasnost za ptice često je glavna zamjerka protiv instalacije vjetroturbina. Međutim, studija procjenjuje da su vjetroparkovi odgovorni za 0.3 do 0.4 pogibelji po gigawat-satu (GWh) struje, dok su elektrane na fosilna goriva odgovorne za oko 5.2 pogibelji po GWh. Autorova studija stoga tvrdi da struja dobivena fosilnim gorivima prouzrokuje 10 puta više pogibelji od struje dobivene na vjetroparkovima, primarno zbog promjene habitata zagađenjem i krčenja šuma. Broj ptica koje su ubijene vjetrovnim turbinama također je zanemariv naspram broja ubijenih drugim ljudskim aktivnostima poput prometa, lova, prijenosa električne energije i nebodera, te povećanja broja mačaka lutalica. Na primjer, u UK, gdje ima nekoliko stotina turbina, jedna je ptica ubijena po turbini godišnje; 10 milijuna ubijeno je samo u prometu automobilima. U SAD-u, turbine ubiju 70.000 ptica godišnje,naspram 80,000 ubijenih zračnim prometom, 57 milijuna ubijenih automobilima, 97,5 milijuna ubijenih sudarom sa staklom na zagradama, te stotine milijuna koje ubiju mačke. Članak u časopisu Nature govori da svaka vjetroturbina ubije u prosjeku 4.27 ptica godišnje.
U UK, Society for the Protection of Birds (RSPB) zaključilo je da "Dostupni dokazi sugeriraju da prikladno smještene vjetrovne farme ne predstavljaju značajnu opasnost za ptice." Zaključuju da klimatske promjene predstavljaju puno značajniju prijetnju za divlje životinje, te stoga podupiru vjetroparkove i druge tipove obnovljive energije. U 2009, međutim, RSPB upozorio je da "je broj od nekoliko visoko zaštićenih vrsta u fazi razmnožavanja smanjen u blizini vjetroturbina," vjerojatno stoga jer "ptice koriste područja blizu turbina manje nego što bi to radile inače, što potencijalno smanjuje kapacitet površine za nastanjivanje tog područja." National Audubon Society u SAD-u sličnog je stajališta, široko podupirući vjetrovnu snagu za pomoć u smanjenju globalnog zatopljenja, upozoravajući protiv postavljanja vjetrovnih farmi u područjima posebne važnosti za ptice i ostale pogođene divlje životinje.
U nekim slučajevima, sama prisutnost vjetrovnih turbina ili dalekovoda može utjecati na ugrožene vrste, ograničavajući njihov habitata, i time fragmentirati populaciju. U.S. Fish and Wildlife Service izdala je dobrovoljne upute za smještaj vjetrovnih postrojenja u SAD-u. Ove upute preporučuju ovisnost smještaja koje uključuju izbjegavanje u 
1) područjima dokumentiranima kao lokacije bilo koje vrste zaštićene pod aktom o ugroženim vrstama, 
2) u lokalnim migracijskim putovima ili područjima gdje se ptice skupljaju, 
3) u blizini krajolika koji privlače sokolovke, 4) u konfiguraciji koja ima veću vjerojatnost da uzrokuje pogibelj ptica i  
5) gdje će se dogoditi fragmentacije ili veliki dodirni predjeli staništa divljih životinja kao rezultat postavljanja turbina. Industrija vjetra odupire se takvim propisima.
Peñascal Wind Power Project u Texasu smješten je u sred važnog migracijskog puta ptica, i vjetrovna farma koristi avian radar originalno razvijen za NASA-u i Ratno zrakoplovstvo SAD-a za detektiranje ptica i do 6.5 km daleko. Ako sistem ustvrdi da su ptice u opasnosti od zalijetanja u okretajuće lopatice, gasi turbinu. Sistem automatski ponovo pali turbinu kada se ptice udalje. U Altamont Pass vjetrovnoj farmi u Californiji, stalni napori da se smanji pogibelj sokolovki i drugih ptičjih vrsta, uključujući sezonska gašenja, pokazala su se neučinkovita. Trenutno je zaključeno da "bi veće moderne turbine poprilično, ako ne i značajno, smanjile broj sokolovki ubijenih po megawatu snage proizvedene u APWRA."
Neki putovi ptičje migracije, posebno za ptice koje prelijeću noću nepoznati su. Studija sugerira da bi ptice u migraciji mogle izbjegavati velike turbine, barem u uvjetima malog vjetra i ne u razdoblju sumraka koji su proučavani. Danska studija iz 2005.(Biology Letters 2005:336) pokazala je da su migracijske ptice, označene radio odašiljačem, zaobilazile turbine smještene daleko od obale, manje od 1%  migracijskih ptica prolazilo je kroz vjetrovnu farmu u blizini obale u Røndeu, Danska, te došlo u opasnost od sudara, iako je lokacija proučavana samo tijekom uvjeta malog vjetra i ne u razdoblju sumraka.

### Šišmiši
Broj šišmiša ubijen postojećim postrojenjima u blizini obale zabrinuo je ljubitelje šišmiša. Studija iz 2004. Procjenjuje da je više od 2200 šišmiša ubijeno od 63 turbine na obali u samo 6 tjedana na dvije lokacije u SAD-u.  neke lokacije na obali i u blizini obale mogu biti posebno opasne za lokalnu populaciju šišmiša i još je istraživanja potrebno. Migracijske vrste šišmiša su u pogotovo na riziku, posebno tijekom ključnih migracijskih perioda (proljeće i posebno u jesen). Neke vrste čine se najranjivije na lokacijama u Sjevernoj Americi. O trenutnoj populaciji ovih vrsta i utjecaju na brojnost šišmiša kao rezultat pogibelji od vjetroenergetskih lokacija, gotovo se ništa ne zna. Vlada mišljenje da su šišmiši privučeni na ove lokacije u potrazi za odmorištem. Vjetrovne farme u blizini od 10 km od obale ili više udaljene ne utječu na populaciju šišmiša.
Znanstvenici u U.S. Geological Survey već su pripremili istraživanje koje bi koristilo analizu stabilnih izotopa u praćenju migracije među kopnenim sisavcima. Znanstvenici s USGS trenutno primjenjuju ovu tehniku u svojim nastojanjima otkrivanja geografskih podrijetla šišmiša poginulih od vjetrovnih turbina.
Šišmiši mogu biti ranjeni od direktnog sudara s lopaticama turbine, tornjevima, ili dalekovodima. Nedavna istraživanja pokazuju da šišmiši mogu biti ubijeni i tijekom naglog prolaska kroz regiju niskog taka zraka koji okružuje vrhove lopatica turbine. Nizak tlak uzrokuje barotraumu, oštećenje na plućima šišmiša. Ptice imaju kruća pluća te na njih ne utječe zona niskog tlaka zraka.
U Travnju 2009. Godine the Bats and Wind Energy Cooperative objavila je početne rezultate studije koji pokazuju pad od 73% u pogibelji šišmiša kada se vjetrovna farma gasi tijekom uvjeta malog vjetra, kada su šišmiši više aktivni.
Šišmiši izbjegavaju radare, a smještaj odašiljača mikrovalova na vjetrovne turbine može smanjiti broj sudara šišmiša s turbinom.

## Klimatske promjene
Jedna studija govori o simulacijama koje pokazuju zamjetne promjene u globalnoj klimi za jako veliko korištenje vjetrovnih farmi, u veličini od 10% površine kopna. [46] U sličnom smislu, postoji zabrinutost za mikro-klimatske promjene radi turbulencija tijekom početka vrtnje rotora turbina. In a similar way, there are concerns of micro-climate change due to turbulence in the wakes of the spinning turbine rotors.

## Vjetroelektrane u blizini obale
U vodama UK-a grade se mnoge vjetrovne farme u blizini obale. U Siječnju 2009.provedena je opsežna vladina studija o okolišu obalnih voda Ujedinjenog Kraljevstva, koja zaključuje da ima prostora za instalaciju između 5,000 i 7,000 vjetroelektrana izvan obale, bez velikog utjecaja na morski okoliš. Studija, koja je dio strateške studije utjecaja energije u blizini obale na okoliš, odjela energije i klimatskih promjena, a temelji se na istraživanju od preko godinu dana. Uključujući analizu geologije morskog dna, kao i nadzor morskih ptica i morskih sisavaca.

## Utjecaj na ljude

### Sigurnost
Rad bilo kojeg sistema pretvorbe energije, u korisnom razmjeru, predstavlja sigurnosnu opasnost. Vjetroturbine ne troše gorivo niti ne proizvode zagađenje tijekom normalnog radnog ciklusa, ali i dalje imaju opasnost povezanu sa svojom izgradnjom i radom.
Do sada je bilo najmanje 40 smrtnih slučajeva tijekom izgradnje, rada i održavanja vjetroelektrana, uključujući i radnike i prolaznike, te druge ozljede i smrti koje su se dogodile od nastanka vjetrovnih farmi. Većina pogibelji radnika dogodila se tijekom pada ili zaplitanjem u strojeve tijekom održavanja unutar kućišta turbine. Kvar na lopaticama i padajući led također su uzrok broja smrtnih slučajeva i ozljeda. Smrti prolaznika uključuju zaljetanje padobranaca u turbinu, te sudari manjih letjelica s tornjem turbine. Druge smrti pripisuju se transportnim vozilima, te uključuju i motoriste koji su bili ometeni treperenjem sjena vjetroturbina duž autocesta.
Kada turbini otkažu kočnice, može se slobodno vrtiti dok ne dođe do raspada ili požara. Slobodno rotirajuće lopatice također mogu udariti toranj, uzrokujući urušavanje, kao što se dogodilo 6. Ožujka 2009. godine u Altoni, New York.  Lopatice turbine mogu spontano zakazati kao rezultat greške u proizvodnji. Čest problem su i udari munje, uzrokujući štetu na lopaticama rotora te požare. Kada turbina izbaci komadiće lopatica ili leda, oni mogu letjeti stotinama metara u dalj. Iako niti jedan prolaznik nije poginuo radi greške na turbini, bilo je padova dijelova u njihovoj blizini, i ozljeda uzrokovanih padom leda. Veliki komadi krhotina, i do nekoliko tona, padali su u naseljene dijelove, rezidencijalne posjede, ceste, oštećujući automobile i domove.
Požari na turbinama često ne mogu biti ugašeni radi visine te su ostavljeni da se sami ugase. U tijeku tog procesa, proizvode se toksični plinovi te se goruće krhotine mogu raznjeti na širem području, započinjući sekundarne požare na tlu. Nekoliko požara na turbinama spalilo je, svaki,  stotine kvadratnih metara vegetacije, jedan je spalio 800 kvadratnih kilometara Australskog nacionalnog parka.
Elektroničke kontrole i sigurnosni pod-sistemi nadziru brojne različite dijelove turbine, generatora, tornja, te okoliša kako bi utvrdili da turbina radi sigurno u propisanim granicama. Ovi sistemi mogu privremeno isključiti turbinu radi jakog vjetra, nestabilnosti električnog napona, vibracija i drugih problema. Ponavljanje značajnih problema uzrokuje blokadu sistema te se automatski šalje obavjest inženjeru za pregled i popravak. Uz to, većina sistema uključuje više pasivnih sigurnosnih sistema koji zaustavljaju turbinu čak i kad otkažu elektroničke kontrole.
Zagovaratelj snage vjetra i autor Paul Gipe procjenjuje smanjenje smrtnosti s razvitkom energije vjetra, smrtnost snage vjetra od 1980.- 1994. bila je 0.4 smrti po terawat-satu. Procjena Paula Gipeoa za kraj 2000.-te godine bila je 0.15 po TWh,smanjenje je doprinijelo većoj ukupnoj generaciji struje.
Za usporedbu, hidroelektrična snaga ima stopu smrtnosti od 0.10 po TWh (883 smrtnosti za svaki TWgod.) u periodu od 1969. – 1996. Ta brojka, koja je možda izmijenjena na netočno nisku procjenu smrtnost, uključuje urušavanje Banqiao brane u Kini 1975., koje je možda ubilo i do 230,000 ljudi—krajnja procjena, koju kineska vlada nije željela priznati, slično njihovoj politici smanjenja pravog broja poginulih u potresima. Iako je razina smrtnosti za snagu vjetra viša od nekih drugih izvora energije, brojevi su nužno temeljeni na malom uzorku. Trenutni trend u smanjenju smrti po TWh stvara više proizvodnje podržavane većim jedinicama s poboljšanim projektom i radnim procedurama.

### Estetika
Povijesno iskustvo bučnih i vizualno nametljivih vjetroturbina može stvoriti otpor za stvaranje vjetroparkova na kopnu. Stanovnici u blizini turbina žale se na "treperenje sjena" uzrokovanih rotacijom lopatica turbina. Vjetroelektrane zahtijevaju signalna svjetla za avione, koja stvaraju zagađenje svjetlom. Prigovori na ta svjetla uzrokovali su da FAA razmatra dozvoljavane manje svjetla po turbini u određenim područjima. Ti efekti mogu biti poništeni izmjenom dizajna turbina.U novije vrijeme vjetrovne farme rade se s više razmaknutim turbinama, čime nestaje efekt nagužvanih starih instalacija.
Problemi estetike važni su za lokacije uz obalu ili na kopnu jer njihov "vidljiv utisak" može biti ekstremno veći u usporedbi s drugim izvorima industrijske snage ( koji se mogu smjestiti u industrijsko razvijenim područjima). Vjetroparkovi mogu biti u blizini lijepih ili na druge načine nerazvijenih područja. Gradnja vjetroparkova u blizini obale, barem 10 km od obale može smanjiti ovu zabrinutost. Problemi estetike, međutim subjektivni su. Nekim su ljudima vjetroparkovi ugodni i optimistični, ili simboli energetske nezavisnosti i lokalnog prosperiteta, te prepoznaju da je ono što je lijepo u krajoliku predmet promjene. Dok neki turistički službenici predviđaju da će vjetroparkovi naštetiti turizmu,  neki vjetroparkovi sami postati turistička atrakcija, neke imaju i centre za posjetitelje u razini zemlje ili čak promatračke palube na vrhu tornja turbine.

### Zvučni efekti
Dr. Nina Pierpont, pedijatrica iz New Yorka, izjavila je kako buka može biti važna mana vjetroturbina, pogotovo kada se one grade u blizini urbanog područja. Govori o tome da vjetroturbine mogu proizvoditi zvuk koji može utjecati na raspoloženje ljudi, te može uzrokovati psihološke probleme kao što su nesanica, migrene, zuj u ušima, vrtoglavicu i mučninu. Profesor Han Lindeboom na Imares Maritime Research Institute izrazio je zabrinutost da neki morski i kopneni organizmi mogu biti pogođeni zvukom stvorenim tijekom izgradnje vjetrourbina u blizini obale, zaključujući da "Gradnja vjetrovnih farmi ne mora predstavljati nepremostive probleme za morski život, ali trebalo bi držali situaciju pod kontrolom."
Renewable UK, organizacija koja trguje vjetrovnom energijom, kaže da je buka mjerena 350m od vjetrovnih farmi manja od normalnog prometa ili u uredu. Međutim, nezavisne studije doktora medicine i inženjera akustike uočavaju problem s bukom turbina, uključujući nesanicu, migrene, vrtoglavice i anksioznost.
Istraživanje Stefana Oerlemansa za University of Twente i nizozemski National Aerospace Laboratory sugerira da buka postojećih vjetroturbina može biti smanjena i do pola dodavanjem "zubi pile" na rubove lopatica, iako istraživanje nije dovršeno.

U Prosincu 2006.godine, teksaška porota nije odobrila tužbu radi zagađenja bukom protiv FPL Energy, nakon što je kompanija dokazala da očitanja buke nisu pretjerano visoka. Najveća očitanja bila su 44 decibela, ona su bila opisana kao iste razine zvuka vjetra pri 16 km/h. Najbliži stanovnik među tužiteljima bio je 520m od jedne od turbina. Novije tužbe podnijete su u Missouriju, Pennsylvaniji, i Maineu.
U kanadskoj provinciji Ontario, ministarstvo okoliša stvorilo je upute za limit jačine zvuka turbine 30m udaljene od naseljene lokacije ili kampa na 40 db(A). Također postavljaju i minimalnu udaljenost od 550 metara za grupu do 5 relativno tihih [102 dB(A)] turbina unutar radijusa od 3 km, udaljenost se penje do 1,500 metara za grupu od 11 do 25 bučnijih (106-107 db(A)) turbina. Veća postrojenja i bučnije turbine zahtijevale bi posebnu studiju buke.
U završnom izvještaju za "Inquiry into Wind Farms", parlament New South Walesa, Australija, zaključio je: "Preporuke u vezi ovog problema proizašle su tijekom saslušanja, te uključuju primjenu minimalne udaljenosti od 2 km."
Gostujuća rubrika u Environmental Health Perspectives' iz 2008.godine, objavljena od National Institute of Environmental Health Sciences, SAD-ov Nacionalni institut za zdravlje, izjavljuje: "Čak i naizgled čisti izvori energije mogu imati utjecaj na ljudsko zdravlje. Energija vjetra, bez sumnje će stvarati buku, što povećava stres, što na kraju povećava rizik od kardiovaskularnih bolesti i raka."

Japansko ministarstvo okoliša započelo je "veliku studiju o utjecaju zvuka vjetroturbina na ljudsko zdravlje" u Travnju 2010.godine, jer "ljudi koji žive u blizini vjetrovnih postrojenja sve učestalije se žale na zdravstvene probleme ". U planu je četverogodišnji pregled svih 1,517 vjetroturbina u zemlji.

##### Studije iz 2007 i 2008
Izvještaj iz 2008. sponzoriran od strane Europske unije–iz Nizozemske došao je do zaključka da "zvuk vjetroelektrana stvara razdražljivost". Zvuk se doživljava na niskoj frekvenciji i smatra se iritantnijim od jednako glasnog vjetra ili prometa ". Iako je samo 9% sudionika u nizozemskoj studiji živjelo na procijenjenoj vanjskoj razini buke višoj od 45 dBA, postoje značajni problemi sa spavanjem i iritiranosti, autori su primijetili da "je iritiranost od zvuka vjetroturbina povezana sa psihičkim nemirom, stresom, poteškoćama s zaspivanjem i prekidima u snu", koji su opisani kao utjecaji na zdravlje.
Slično tome, švedska studija iz 2007.godine izjavljuje "Iritiranost je nepovoljnog utjecaj na zdravlje."
Izvještaj iz 2007., koji je napisao U.S. National Research Council, zamjetio je da nisko-frekvencijske vibracije i njihovi efekti na ljude nisu dovoljno poznati. Osjetljivost na takve vibracije, koje dolaze od vjetroturbina, iznimno jako variraju kod ljudi. Iako postoje oprečna mišljenja na ovu temu, nedavno se zaključilo (Pierpont 2006.) da “neki ljudi osjećaju uznemirujuću količinu vibracija ili pulsacija od turbina, te mogu u svom tijelu osjetiti, pogotovo u prsima, okretaje lopatica na tornju turbine, čak i kad ih ne mogu vidjeti ili čuti.” Trebalo bi se znati i razumjeti više o utjecaju nisko-frekventne buke na ljude.'

##### Pregled iz 2009
Pregled iz 2009.godine, sponzoriran od dvije vjetro-industrijske grupe, opisan kao najobuhvatniji do danas, ušao je u ispitivanje mogućih štetnih utjecaja po zdravlje onih koji žive blizu vjetroturbina. Rezultati zaključuju da vjetroturbine ne uzrokuju bolesti direktno.
Studija na 85 stranica sponzorirana je od Canadian Wind Energy Association i American Wind Energy Association. Akademici i medicinski stručnjaci koji su proveli studiju izjavljuju da su do svojih zaključaka došli nezavisno od sponzora. "Nije nam rečeno da bilo što pronađemo," rekao je stručnjak David Colby, službenik općeg zdravstva za Chatham-Kent i profesor medicine na University of Western Ontario. "Bilo je potpuno otvorenog ishoda.""
Ova studija dozvoljava za istinito da neki ljudi mogu biti pod stresom od zvuka rotacije turbine. "Mala manjina tih izvještaja o iritiranosti i stresu povezanim s percepcijom zvuka..." [međutim] "Iziritiranost nije bolest." Studija je ukazala na to da su slične iritacije koje proizlaze od lokalnog i prometa autocestom, kao i od industrijskih postrojenja te aviona.
Izvještaj vjetrovne-industrije, između ostalih stvari zaključuje da:
•	Simptomi "Sindroma vjetroturbine"  isti su kao i oni zamijećeni u općoj populaciji kao rezultat stresa u svakodnevnom životu. Oni uključuju glavobolju, nesanicu, anksioznost, vrtoglavicu, itd...
•	Niske frekvencije i izuzetno niske frekvencije "ultrazvuk" koje proizvode vjetroturbine iste su kao one proizvedene u cestovnom prometu i od kućanskih aparata, čak i od otkucaja ljudskog srca. Takvi  'infrasounds' nisu specifični i ne predstavljaju nikakve faktore rizika;
•	Colby izjavljuje da su dokazi o štetnosti bili tako nezamjetni, da vjetrovno udruženje nije moglo početi drugu nezavisnu paralelnu studiju od strane vladinih agencija. Nije iznenađujuće da njihov zahtjev nije naišao na odobravanje potrebe da se taj problem detaljnije pregleda;
•	Jedan sudionik studije primijetio je: "Ne možeš kontrolirati broj automobila koji prođu, a buka vjetroturbine generalno je tiša od buke autoputa ";
•	Snaga sugestije, kakao je zaključio news media uzrok je doživljene 'bolesti vjetroturbina, koja je potaknula "strah u iščekivanju" onih u blizini vjetroturbina.
Članovi studije bili su: Robert Dobie, doktor i klinički profesor na Sveučilištu u Texasu, Geoff Leventhall, stručnjak za zvučne vibracije i akustiku u UK, Bo Sondergaard, s Danish Electronics Light and Acoustics, Michael Seilo, profesor audiologije na Sveučilištu Sjeverni Washington i Robert McCunney, znanstveni inženjer biologije na Massachusetts Institute of Technology. Dr. McCunney opovrgnuo je tvrdnje da ultarzvuk proizveden vjetroturbinama može stvoriti vibracije koje uzrokuju loše zdravstveno stanje: "Nema baš vjerodostojnosti, barem temeljene na literaturi ovdje".

### Efekti trepereće sjene i odsjaja
Trepereće sjene opisane su kao izmjenjujuće promjene intenziteta svjetla uzrokovane rotirajućim lopaticama, koje bacaju sjenu na tlo i stacionarne objekte, kao naprimjer prozore neke građevine. Odsjaj može biti definiran kao efekt koji nastaje kada se svjetlo sunca reflektira od lopatica turbine na tlo ili stacionarne objekte. Trepereće sjene i odsjaj obično se događaju u vremenskom razdoblju od 15 do 30 minuta dnevno za bilo koju lokaciju i za bilo koju vjetroelektranu ali mogu trajati i duže u određenom vremenu u godini kada više vjetroelektrana baca sjenu i odsjaj na određeno mjesto.
Trepereće sjene navode se kao uzrok brojnih zdravstvenih efekata, od distrakcije za vrijeme vožnje i rada s opremom do vrtoglavice, glavobolje, mučnine i napadaja.
Trepereće sjene mogu se smanjiti ili eliminirati s optimalnim postavljanje u odnosu na zauzeta i prometna područja.[96]

## Vanjske poveznice
- Noise from Wind Turbines - The Facts  Arhivirana inačica izvorne stranice od 22. srpnja 2010. (Wayback Machine), plus Health & Safety  Arhivirana inačica izvorne stranice od 20. studenoga 2010. (Wayback Machine). Hayes McKenzie (for Noise) & BWEA (for Health and Safety). Retrieved from the British Wind Energy Association website 14 January 2010.
- The Society for Wind Vigilance  Arhivirana inačica izvorne stranice od 22. studenoga 2010. (Wayback Machine)
- Wind Farms Could Change Weather | LiveScience
- Wind Turbines - Noise, Health and Human Rights Issues  Arhivirana inačica izvorne stranice od 9. prosinca 2010. (Wayback Machine)